# Surströmming
El surströmming (del sueco: arenque fermentado) es una especialidad de la gastronomía sueca que consiste en arenque fermentado del mar Báltico . El surströmming se vende en latas, que al ser abiertas liberan un olor fuerte y fétido. Por este olor particular, parecido al pescado pasado o basura dejada al sol durante un par de días, el surströmming tiene mala fama en la cultura popular, pero el mal olor procede únicamente del líquido en que se preserva. A causa de este olor, el plato se suele ofrecer en comidas al aire libre. Sin embargo, abrir la lata bajo el agua puede contribuir a rebajar el olor hasta cierto punto, así como a evitar bañarnos en salazón, puesto que la fermentación a menudo genera una considerable presión dentro de la lata. La palabra finesa para denominarlo es hapansilakka.
El arenque se pesca en primavera, cuando está en condición óptima y están a punto de reproducirse. El arenque se fermenta en barriles durante uno o dos meses, y luego es enlatado para continuar la fermentación. De medio a un año más tarde se ha generado suficiente gas como para que las latas que eran cilíndricas hayan pasado a tener una forma más redondeada. Estos inusuales contenedores de surströmming pueden encontrarse en supermercados de toda Suecia. Sin embargo, ciertas aerolíneas han prohibido estas latas en sus vuelos, considerando como potencialmente peligrosos los contenedores presurizados. Las responsables de la fermentación dentro de la lata son bacterias del género Haloanaerobium. Estas bacterias producen dióxido de carbono y varios componentes que provocan el peculiar olor: ácido propanoico, sulfuro de hidrógeno (huevo podrido), ácido butírico (mantequilla rancia) y ácido acético (vinagre).
Una explicación propuesta de los orígenes de este método de preservación es que empezó hace mucho tiempo, cuando salar comida era bastante caro debido al coste de la sal. Cuando se usaba la fermentación, sólo se necesitaba la cantidad justa de sal para que el pescado no se pudriese.

## Valor nutricional
El surströmming, al estar compuesto principalmente de arenque, contiene unos valores nutricionales comunes a muchos pescados, con la gran diferencia de que este producto sueco contiene una gran cantidad de sal. La información nutricional es la siguiente:
| Información nutricional | Por cada 100 gramos |
| Energía (Kcal)          | 82 Kcal             |
| Grasas                  | 3,9 g               |
| Grasas saturadas        | 0,7 g               |
| Hidratos de carbono     | 0 g                 |
| De los cuales azúcares  | 0 g                 |
| Proteínas               | 12 g                |
| Sal                     | 8,8 g               |

## Controversia
En abril de 2006, varias compañías aéreas, como Air France y British Airways, prohibieron este pescado a bordo citando que las latas en las que viene pueden clasificarse como potencialmente explosivas debido al hecho de que están presurizadas. Tras esto se dejó de vender este pescado en el Aeropuerto de Estocolmo-Arlanda, que realiza los vuelos internacionales desde o hacia Estocolmo.
Los productores del pescado han tildado esta decisión de las líneas aéreas «culturalmente iletrada», afirmando que «es un mito que pueda explotar el pescado enlatado».
No obstante, admiten que el pescado puede emitir un hedor horrible. Pero ese único detalle, argumentan, no puede ser suficiente como para prohibir la venta del pescado. Entre la población sueca la opinión de que es un alimento para tomar al aire libre fuera del hogar está extendida en algunos colectivos, motivo por el cual puede estar relacionada con el Midsommar, la festividad del solsticio de verano en la que existe la tradición de reunirse con amigos en zonas rurales o casas de campo.